# Joseph Brendan Houlihan
Joseph Brendan Houlihan (Ballyferriter, 25 settembre 1911 – Kisumu, 2 dicembre 1975) è stato un missionario e vescovo cattolico irlandese.

## Biografia
Studiò nel seminario di Saint Brendan a Killarney, all'All Hallows College e nel 1932 entrò nel seminario di Kiltegan della Società di San Patrizio per le missioni estere.
Fu tra i primi missionari della società a recarsi in Nigeria, nell'agosto del 1938, e vi svolse il suo mimistero fino al 1944, quando fu eletto al capitolo generale dell'istituto in rappresentanza di Calabar. Fu eletto membro del consiglio generale dell'istituto e rimase presso la curia generalizia fino al 1950.
Nel 1950 fu inviato negli Stati Uniti d'America per cercare fondi per le missioni.
Fu nominato prefetto apostolico di Eldoret nel 1954: promosso all'episcopato nel 1960, fu consacrato vescovo da Fulton John Sheen, direttore nazionale di Propaganda Fide negli Stati Uniti.
Lasciò la guida della diocesi nel 1970 e fino al 1974 lavorò come insegnante nel seminario nazionale di Nairobi.

## Genealogia episcopale
La genealogia episcopale è:
- Cardinale Scipione Rebiba
- Cardinale Giulio Antonio Santori
- Cardinale Girolamo Bernerio, O.P.
- Arcivescovo Galeazzo Sanvitale
- Cardinale Ludovico Ludovisi
- Cardinale Luigi Caetani
- Cardinale Ulderico Carpegna
- Cardinale Paluzzo Paluzzi Altieri degli Albertoni
- Papa Benedetto XIII
- Papa Benedetto XIV
- Cardinale Enrico Enriquez
- Arcivescovo Manuel Quintano Bonifaz
- Cardinale Buenaventura Córdoba Espinosa de la Cerda
- Cardinale Giuseppe Maria Doria Pamphilj
- Papa Pio VIII
- Papa Pio IX
- Cardinale Alessandro Franchi
- Cardinale Giovanni Simeoni
- Cardinale Antonio Agliardi
- Cardinale Basilio Pompilj
- Cardinale Adeodato Piazza, O.C.D.
- Arcivescovo Fulton John Sheen
- Vescovo Joseph Brendan Houlihan, S.P.S.